# Helena Angelina Komnena
Helena Angel Komnena, poznata i kao Helena Komnena Duka (grčki Ελένη Κομνηνού Δούκα; umrla 1294./1295.) bila je grčka plemkinja, vojvotkinja Atene u srednjem vijeku.
Bila je kći vladara Tesalije Ivana I. Duke (Ivan Kopile; Ἰωάννης Α' Δούκας) i njegove supruge Hipomone  te sestra druge Helene, kraljice Srbije, kao i sestra Teodora i Konstantina i teta Ivana II. Duke od Tesalije. Bila je potomak dinastije Angela.
Helena je bila poznata po svojoj ljepoti te ju je otac udao za vladara Atene, Vilima I. de la Rochea. Njihovo jedino dijete je bio sin, Guy II. de la Roche.
Nakon što je Vilim umro 1287., Helena je bila regent svom sinu te se udala za Huga od Briennea 1291., kojem je rodila kćer Ivanu od Briennea.